# 谢尔盖·阿纳托利耶维奇·彼得罗夫
谢尔盖·阿纳托利耶维奇·彼得罗夫（羅馬化：Sergey Anatolyevich Petrov；1954年8月16日—）
俄罗斯政治家、商人，Rolf集团创始人。2007年至2016年，他曾任第五届和第六届国家杜马代表，同时也是公正俄罗斯党的成员。2016年，在其议员职权终止后，他重返Rolf集团公司工作，担任董事会主席直至2019年。